# 将軍暁に死す
将軍暁に死す（しょうぐんあかつきにしす、原題：The General Died at Dawn）は、1936年公開のアメリカ合衆国のスパイ映画。20世紀初頭の中国を舞台に独裁者を倒すための武器調達資金を託された米国人の活躍を描くスパイ活劇。
将軍、武器商人、便利屋の資金争奪戦にゲイリー・クーパーとマデリーン・キャロルの恋愛模様が絡む。
脚本は社会主義演劇出身のクリフォード・オデッツ。助演男優賞、撮影賞などでオスカーにノミネートされた。

## キャスト
※括弧内は日本語吹替（テレビ版）
- オハラ - ゲイリー・クーパー（黒沢良）
- ジュディー・ペリー - マデリーン・キャロル（来宮良子）
- ヤン将軍 - エイキム・タミロフ
- ウー - ダドリー・ディッグス
- ペリー - ポーター・ホール（宮内幸平）
- ブライトン - ウィリアム・フローリイ
- リーチ - J・M・ケリガン
- オックスフォード - フィリップ・アーン
- チェン - リー・トン・フー
- スチュワート - レオニード・キンスキー
  - 吹替その他：緑川稔、高塔正康、大山豊、千葉順二、雨森雅司、嶋俊介、水島晋

## スタッフ
- 監督: ルイス・マイルストン[2]
- 製作: ウィリアム・ルバロン
- 原作: チャールズ・G・ブース
- 脚本: クリフォード・オデッツ
- 撮影: ヴィクター・ミルナー
- 特殊効果: ゴードン・ジェニングス
- 音楽: ウェルナー・ジャンセン、ボリス・モロス、ジェラード・カーボナーラ (ノンクレジット)

日本語版
- 演出：吉沢京夫
- 翻訳：真野睦子
- 効果：PAG
- 制作：東京プロモーション